# Nico Kaufmann
Nico Kaufmann (* 24. Juni 1916 in Zürich als Klaus Rudolf Kaufmann; † 23. November 1996 ebenda) war ein Schweizer Komponist und Pianist.

## Leben
Nico Kaufmann wurde als Sohn des Arztes Willi Kaufmann-Ernst (1887–1942) in Zürich geboren. Sein Vater war auch als Komponist tätig und konnte seinen begabten Sohn entsprechend fördern. Dieser studierte am Konservatorium Zürich Klavier und Komposition und schloss mit dem Klavierdiplom ab. Nachdem er kurzzeitig Schüler des berühmten Pianisten Vladimir Horowitz (der einzige Horowitz-Schüler in dessen europäischer Zeit) gewesen war, errang er auch das Konzertdiplom.

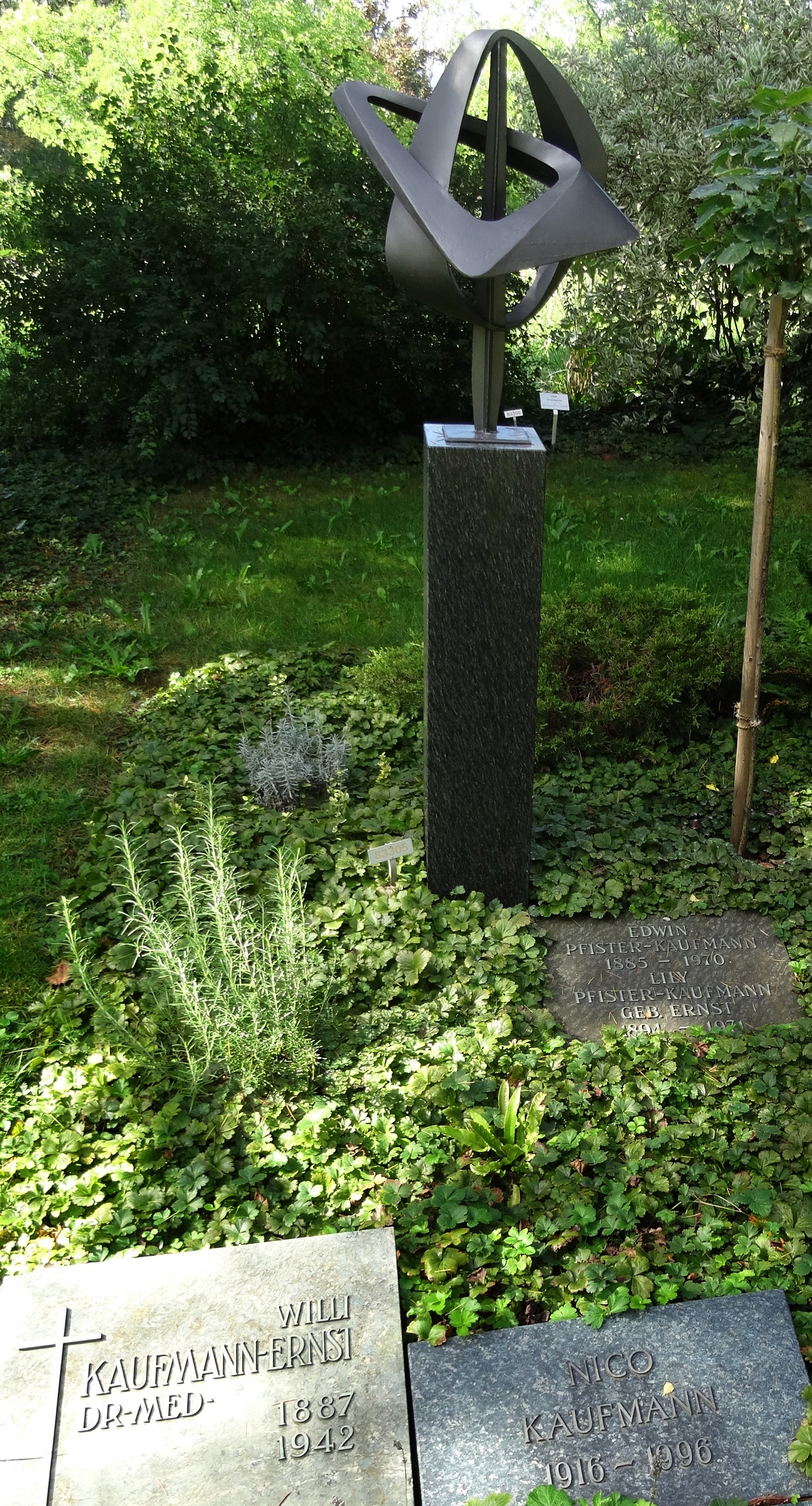
Grab, Friedhof Enzenbühl, Zürich

### Pianist und Komponist
Kaufmann wurde Arrangeur und musikalischer Leiter des Cabaret Cornichon. Seine Leistungen als Pianist wurden bald in der Presse anerkennend besprochen. Auch die Anerkennung seiner Musikerkollegen blieb ihm nicht versagt, gewann er doch 1945 den ersten Preis im nationalen Klavierwettbewerb in Genf.
Nach dem Zweiten Weltkrieg konzentrierte sich Kaufmann auf das Komponieren von Schauspielmusik, Ballettmusik und auch einer Filmmusik (1960). Weiter schuf er zahlreiche Stücke für Klavier und Kammerorchester sowie Chansons und Lieder, darunter einen Liederzyklus zu Gedichten von Hermann Hesse. Ein Zubrot verdiente er sich, indem er als beliebter Barpianist auftrat.
Nico Kaufmanns Nachlass wird in der Musiksammlung der Zentralbibliothek Zürich aufbewahrt. Nach seinem Willen wird aus dem Vermögen jährlich ein Stipendium für junge Schweizer Musiker ausgerichtet.
Seine zu Lebzeiten unveröffentlichten autobiographischen Aufzeichnungen nutzte Lea Singer als Recherchebasis für ihren psychologisch-biographischen Roman über das Künstler-Beziehungsleben in jenen Zeiten zwanghaft verheimlichter Homosexualität.

### Verstecktes Leben
Seine für die Karriere wohl wichtigste Beziehung begann 1937 zum bereits berühmten Pianisten Horowitz, dem er nach Paris folgte. Kaufmann war nicht nur dessen Schüler, sondern auch der Liebhaber. Nachdem sein Vater davon erfahren hatte, musste Kaufmann wieder nach Zürich zurückkehren. Ein intensiver Briefkontakt blieb jedoch bestehen, bis auch dieser 1939 infolge der Übersiedlung von Horowitz in die USA abbrach. 
Im Cabaret Cornichon lernte Kaufmann schliesslich den Schauspieler Karl Meier kennen, der ihn mit der Homosexuellenzeitschrift Der Kreis bekannt machte. An den Bällen der Vereinsmitglieder sorgte Kaufmann, der dort als Lysis bekannt war, für die musikalische Unterhaltung. Die Kabarettprogramme bereicherte er mit eigenen Kompositionen, wie zum Beispiel vertonten Gedichten von Heinrich Federer.
Auch nach der Auflösung des Kreis 1967 blieb Kaufmann Mitglied in Organisationen der Homophilenbewegung. Er schrieb zuletzt an Memoiren (unveröffentlicht), die Rückschau auch auf diesen relativ versteckten Teil seines Lebens geben.
Nico Kaufmann fand seine letzte Ruhestätte auf dem Friedhof Enzenbühl in Zürich. Sein persönlicher Nachlass befindet sich seit 2017 im Schwulenarchiv Schweiz in Zürich.